# (4262) DeVorkin
(4262) DeVorkin ist ein Hauptgürtelasteroid, der am 5. Februar 1989 von Masaru Arai und Hiroshi Mori vom Observatorium in Yorii aus entdeckt wurde.
Der Asteroid wurde nach dem US-amerikanischen Astronomiehistoriker David H. DeVorkin (* 1944) benannt. Er war von 1997 bis 1999 Vorsitzender der Historical Astronomy Division der American Astronomical Society. Seit 1981 ist er Kurator im National Air and Space Museum.